# اچ‌ام‌اس گریمسبی (ام۱۰۸)
اچ‌ام‌اس گریمسبی (ام۱۰۸) (به انگلیسی: HMS Grimsby (M108)) یک کشتی است که طول آن 52.5 m می‌باشد. این کشتی در سال ۱۹۹۸ ساخته شد.